# Dipartimento di Rosario Vera Peñaloza
Rosario Vera Peñaloza è un dipartimento argentino, situato nella parte sud-occidentale della provincia di La Rioja, con capoluogo Chepes.
Esso confina a nord con il dipartimento di General Juan Facundo Quiroga, ad est con quelli di General Ocampo e General San Martín; a sud ancora con General San Martín, e ad ovest con la provincia di San Juan.
Secondo il censimento del 2001, su un territorio di 6.114 km², la popolazione ammontava a 13.299 abitanti, con un aumento demografico del 22,55% rispetto al censimento del 1991.
Il dipartimento, come tutti i dipartimenti della provincia, è composto da un unico comune, con sede nella città di Chepes, e comprensivo di altri centri urbani (localidades o entitades intermedias vecinales in spagnolo), tra cui Desiderio Tello.